# Königreich Lusitanien

Aufteilung Portugals nach dem Vertrag von Fontainebleau (1807)

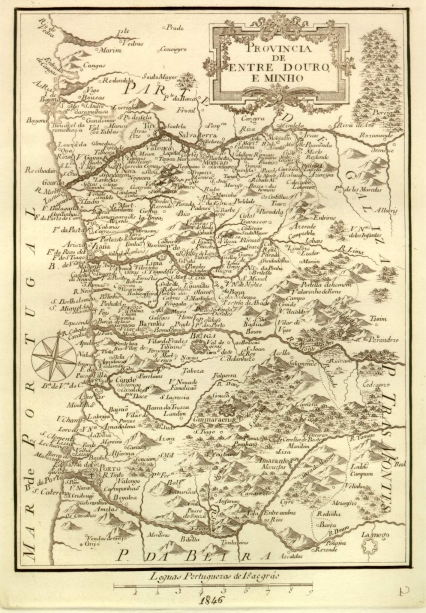
Detail: Die als Königreich Nordlusitanien vorgesehene nordportugiesische Region Entre Douro e Minho im 19. Jahrhundert

Das Königreich Nord-Lusitanien (Portugiesisch: Reino da Lusitânia Setentrional) bzw. kurz Königreich Lusitanien war ein im französisch-spanischen Vertrag von Fontainebleau von 1807 vorgesehener Staat, der bei der Aufteilung Portugals entstehen sollte.
König sollte der aus einer Seitenlinie der spanischen Bourbonen stammende Karl Ludwig Ferdinand von Bourbon-Parma werden, der dafür seine Ansprüche auf sein Königreich Etrurien an Frankreich aufgab. Das neue Königreich sollte in Karl Ludwigs Nachkommenschaft erblich sein und im Falle eines Aussterbens seiner Linie an die spanischen Bourbonen fallen, ohne aber direkt mit Spanien vereinigt werden zu dürfen.
Das in Anlehnung an die frühere römische Provinz Lusitania bezeichnete Königreich sollte nur die nordportugiesische Region Entre-Douro-e-Minho zwischen den Flüssen Douro und Minho umfassen, Hauptstadt sollte Porto sein. Das übrige Gebiet Portugals sollte zwischen Frankreich und Spanien aufgeteilt werden: die zentralportugiesischen Gebiete zwischen Douro und Tejo samt Lissabon sollten vorläufig unter französische Herrschaft fallen, die südlich des Tejo gelegenen Gebiete (Alentejo) und die Algarve sollten ein autonomes Fürstentum unter spanischer Oberhoheit bilden. Als Fürst der Algarve war der spanische Premierminister Manuel de Godoy vorgesehen. Entsprechend dem Vertrag besetzten durch Spanien marschierende französische Truppen 1807 Lissabon, spanische Truppen die Algarve und das Entre-Douro-e-Minho. Mit ihrer Vertreibung durch ein britisches Expeditionskorps und dem Sturz der spanischen Bourbonen 1808 wurde der Plan hinfällig, weder das vorgesehene Königreich Lusitanien noch das Fürstentum Algarve wurden Wirklichkeit. Eine erneute Offensive der Franzosen unter Marschall Nicolas Soult, der beabsichtigte, sich selbst als Nikolaus I. wenn schon nicht zum König von Portugal, so doch aber zumindest zum König von Lusitanien zu machen, scheiterte 1809 endgültig.

## Belege und Anmerkungen
1. ↑  Allerdings gehörten die nördlich des Douro gelegenen Gebiete niemals zu der sich südlich des Douro erstreckenden römischen Provinz
2. ↑  António Henrique de Oliveira Marques: Geschichte Portugals und des portugiesischen Weltreichs (= Kröners Taschenausgabe. Band 385). Aus dem Portugiesischen von Michael von Killisch-Horn. Kröner, Stuttgart 2001, ISBN 3-520-38501-5, S. 332.